# 草原国家公园
草原国家公园（英语：Grasslands National Park），是加拿大43个国家公园及公园保留地中较新成立的一座，位于萨斯喀彻温省南部。该国家公园呈现了北美大草原上的独特景观，旨在保护加拿大为数不多未被破坏的混合草及短草混合区域。草原国家公园坐落在世界自然基金会定义北部短草地生态区域内，这个生态区域包含了萨省南部地区、艾伯塔省南部地区及美国北部的大平原州。公园里的严酷环境及半干旱气候为少数几种适应这种环境的植物及动物提供了生存条件。草原国家公园及周边环境为加拿大独有的黑尾土拨鼠的栖息地。